# ローランド・キッキンガー
ローランド・キッキンガー（Roland Kickinger 1968年3月30日 - ）はオーストリア出身のボディビルダー、俳優、モデル。アメリカ合衆国在住。英語での発音は「キッキンジャー」に近い。

## プロフィール
1968年に生まれる。オーストリアの首都ウィーン生まれのウィーン育ち。15歳の時に友人に誘われトレーニングを始める。その後アーノルド・シュワルツェネッガーに憧れボディビルダーになることを志し、本格的にトレーニングを始める。大学ではホテル・レストランのマネージメントの資格を取得。そのころヨーロッパ・ナショナル・ボディビル選手権で優勝。「ミスター・オーストリア」の栄冠を勝ち取った。
1995年にボディビルの本場アメリカ・カリフォルニアのヴェニスビーチにわたる。永住権を獲得するまでは、故郷とカリフォルニアを行ったりきたりしながらさまざまな仕事をしたりと決して楽なものではなかったという。後、永住権を取得しアメリカに居を定め、ボディビルのプロライセンスを獲得。プロボディビルダーとして数々のコンテストに出場した。
彼の体の特徴は長所だけでなく短所までもシュワルツェネッガーに非常に似ていると言われ、この件に関してはシュワルツェネッガーを知る多くの人間がそう語っている。
シュワルツェネッガーに酷似しているという理由から、キャリア初期のアマチュアの頃からボディビルやフィットネス関係の雑誌などモデルとして採り上げられ、実際にシュワルツェネッガーがカルフォルニア州知事になったときに制作された彼の実録映画ではシュワルツェネッガー役を演じている。
テレビドラマ『ベイウォッチ』のパロディ番組『サン・オブ・ザ・ビーチ』（2000－2004年）でのChip Rommel役で一般的に知られるようになった。
もともとボディビルから俳優を目指しており、2009年公開の映画、『ターミネーター4』のT-800役に抜擢された。しかし、頭部はシュワルツェネッガーの顔が合成処理され、肉体だけのボディダブルとしての出演となった。
彼自身シュワルツェネッガーとはカリフォルニアのジムで会ったことがあるらしく、その時は共にワークアウトをしたという。
またアマチュアの頃にマイク・メンツァーに習いトレーニングや食事・ポージングその他さまざまな知識を得たという。
しかしながらボディビルのキャリアにおいてはシュワルツェネッガーが7度に渡り獲得した最高位ミスター・オリンピアを獲得するには至ってはいない。
キッキンガー自身はウィーンの出身だが、彼の祖母がシュワルツェネッガーの故郷の出身であり、なにかしらの血縁関係を噂される。